# Avenida Calchaquí
La avenida Calchaquí es una importante arteria del sur del Gran Buenos Aires. Forma parte de la Ruta Provincial 36, en los partidos de Quilmes, Florencio Varela y Berazategui.

## Extensión
Nace en la intersección con la Avenida Lamadrid, en el límite entre Bernal Oeste y Quilmes Oeste, donde pasa de llamarse Avenida Los Quilmes a Avenida Calchaquí; y culmina en la Rotonda Gutiérrez, en donde se accede al Camino Centenario (Ruta Provincial 1) y a la Autovía 2.
En total, la avenida tiene un recorrido de 16,5 km, atravesando 7 localidades a lo largo de su trayecto.

## Historia
Antes de 1979, la Avenida Calchaquí formaba parte de las rutas nacionales 1 y 2. Esta avenida, junto con la Avenida Presidente Bartolomé Mitre y la Avenida Los Quilmes, conformaba uno de los principales caminos desde la Ciudad de Buenos Aires hasta La Plata (capital provincial), por lo que se generaba mucho tránsito.
Con el aumento de la urbanización del Gran Buenos Aires, la situación se agravó, a tal punto que la cantidad de accidentes se sextuplicó en la década de 1960. En el Partido de Quilmes, la avenida contaba con solo 3 trochas, y se reservaba la central para adelantamientos.
Para disminuir la saturación de las avenidas, el Gobierno Nacional, junto con la Provincia de Buenos Aires, diseñaron el trazado de la Autopista Buenos Aires - La Plata. A principios de la década de 1970, se construyó el distribuidor conocido como Cruce Varela, en la intersección con el Camino General Belgrano.
Después de la construcción del Acceso Sudeste, mediante el Decreto Nacional 1595 del año 1979, el Gobierno Nacional prescribió que el tramo de la actual Ruta Provincial 36 entre el Triángulo de Bernal y el empalme con la Ruta Provincial 2 en la localidad de El Pato pasara a jurisdicción provincial.
De esta manera, las actuales avenidas Calchaquí y Los Quilmes dejaron de formar parte de la traza de las rutas nacionales 1 y 2. La Provincia de Buenos Aires se hizo cargo de dicho camino en 1988. Finalmente, en 1995 se inauguró el tramo de la Autopista Buenos Aires - La Plata entre la Ciudad de Buenos Aires y Juan María Gutiérrez, logrando así aliviar el tránsito de la Av. Calchaquí.
En 2016, se informó que se está realizando un proyecto de Metrobús para las avenidas Calchaquí y Los Quilmes. La extensión de este será desde el Triángulo de Bernal hasta la Rotonda Gutiérrez, con el objetivo de disminuir los tiempos de viaje en los partidos de Florencio Varela, Quilmes y Berazategui.

## Características
La Avenida Calchaquí, junto con la Avenida Presidente Bartolomé Mitre y la Avenida Los Quilmes, representa la principal vía sin peaje que une la Ciudad Autónoma de Buenos Aires con las localidades del Gran La Plata y de la costa atlántica, ya que comunica con el Camino Centenario y la Autovía 2.

## Recorrido
Después de 400 metros de su inicio, la Avenida Calchaquí pasa por dos hipermercados: Makro y Walmart, ambos ubicados entre las calles "República del Líbano" y "Rodolfo López". Luego, pasa también por el supermayorista Vital y por un depósito de la tienda Easy.
A partir de la intersección con la calle "Carlos Pellegrini", pasa junto al Instituto Sagrada Familia. Luego de 400 metros, pasa junto a otro hipermercado: Coto. Próximo a "Felipe Amoedo", se encuentran en esta avenida la Estancia Calchaquí y el supermercado El Puente. Después de unos 2000 metros, la avenida pasa por Factory Quilmes, donde también se encuentran Jumbo, Easy, Hoyts, McDonald's, etc.
Más adelante, en unos 1500 metros, pasa por el Hospital El Cruce, que fue inaugurado en 2007 por el presidente Néstor Kirchner. Muy próximo se encuentra el establecimiento de Kalop. Luego, hay una estación de servicio YPF en el cruce con las avenidas Florencio Varela y Del Trabajo.
Desde esta intersección, la avenida pasa junto a la Universidad Nacional Arturo Jauretche, fundada el 29 de diciembre de 2009. Unos 400 metros más adelante, comienza el bulevar de la Avenida Calchaquí, en el Cruce Varela. Este cruce se encuentra 4 cuadras después, próximo a la intersección con la Avenida Hipólito Yrigoyen. El próximo semáforo o cruce importante luego del distribuidor es la Avenida Senzabello (Florencio Varela) y Boulevard Malvinas Argentinas (Berazategui), donde se encuentra otra estación de servicio YPF para los vehículos que circulan hacia el sur.

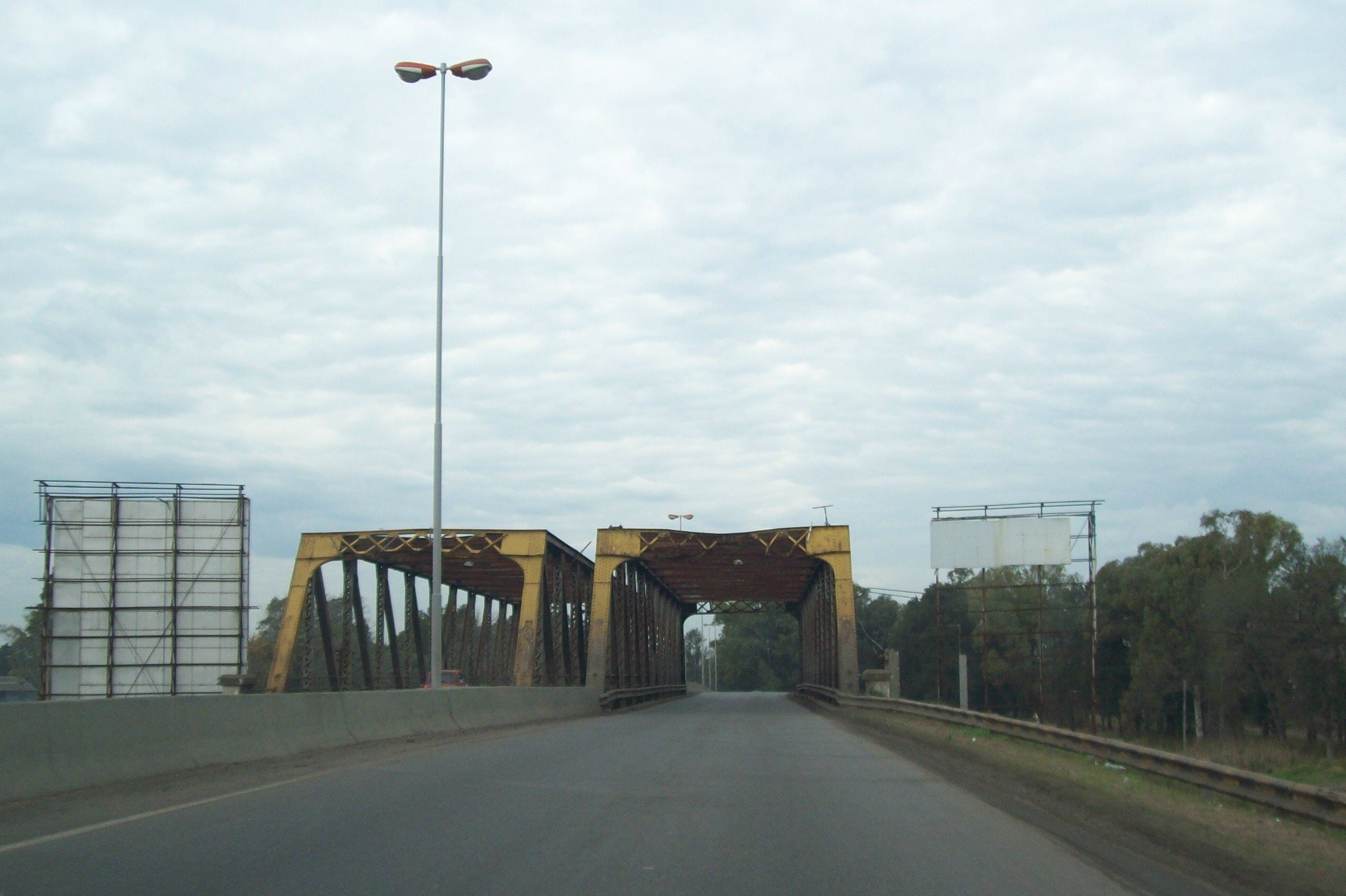
Puente metálico sobre vías del FCGR en Bosques

Después de 300 metros, hay un restaurante; y 5 cuadras más adelante se encuentra la intersección con las avenidas Thevenet y Videla. Aquí también hay una estación YPF, pero para los vehículos que circulan hacia el norte. Poco después, en 400 metros, se encuentra el establecimiento de Consar.
La Avenida Calchaquí cruza el Arroyo San Juan y pasa junto a un predio del Club Defensa y Justicia, próximo al cruce de la Avenida Bosques. Luego de 1200 metros, la avenida pasa sobre las vías del Ferrocarril General Roca, muy cerca de la Estación Bosques.
Algunas cuadras después de la intersección con la Calle Luján, se encuentran los establecimientos de Molinos Marlenheim y Weber. Unos 400 metros después está la Planta de la empresa de Software AdeA. Después, la avenida cruza el Arroyo Las Conchitas, y pasa junto a la industria química "Plaxair" y la Cooperativa de Trabajo "Galaxia".
El último semáforo antes de la Rotonda Gutiérrez es el cruce de la calle Juana Azurduy de Padilla en el Barrio La Rotonda. En sus últimos 1300 metros, la Avenida Calchaquí pasa entre la Fábrica de Alpargatas Argentina y Laboratorios Abbott. En la Rotonda, la avenida culmina su recorrido, y se puede acceder a la Ruta Nacional A004, Ruta Provincial 1, o bien, continuar por la Ruta Provincial 36 para ingresar luego a la Autovía 2.

## Intersecciones
- En el siguiente esquema, se muestran los cruces con las calles, avenidas y ferrocarriles más importantes  presentes en la Avenida Calchaquí.

|  |  | CONTg |

|  | STRq | KRZ | STRq |  |

|  |  | STR |

|  | STRq | KRZ | STRq |  |

|  |  | TEEaq | SHOPPING |  |

|  |  | TEEaq | SHOPPING |  |

|  | STRq | KRZ | STRq |  |

|  | SHOPPING | TEEeq |  |  |

|  |  | TEEaq | BUILDING |  |

|  | STRq | KRZ | STRq |  |

|  | ARCH | STR |  |  |

|  |  | STR |

|  | STRq | KRZ | STRq |  |

|  |  | TEEaq | SHOPPING |  |

|  | REST | TEEeq |  |  |

|  | exSTRq | KRZ | STRq |  |

|  |  | TEEaq | SHOPPING |  |

|  | STRq | KRZ | STRq |  |

|  |  | STR |

|  | STRq | KRZ | STRq |  |

|  | STRq | KRZ | STRq |  |

|  |  | STR |

|  |  | TEEaq | SHOPPING |  |

|  | STRq | TEEeq |  |  |

|  |  | TEEaq | STRq |  |

|  |  | TEEaq | STRq |  |

|  |  | STR |

|  | STRq | KRZ | STRq |  |

|  |  | STR |

|  |  | TEEaq | STRq |  |

|  | STRq | TEEeq |  |  |

|  |  | STR |

|  | STRq | TEEeq |  |  |

|  | HOSPITAL | TEEeq |  |  |

|  | STRq | TEEeq |  |  |

|  |  | STR |

| fCONTg | PET | TEEeq |  |  |

| fTEEl | STRq | KRZ | STRq |  |

| fSTR | ARCH | TEEeq |  |  |

| fSTR |  | STR |  |  |

| fTEEl | STRq | TEEeq |  |  |

| fSTR |  | uSTRl + RM | uSTR2+r | uSTRc3 |

| fSTR |  | RM | uSTRc1 | uSTR+4 |

| fTEEl | STRq + CONTfq | RMKRZ | STRq + CONTfq | uTEEeq |

| fTEEl | STRq + CONTgq | RMTEEeq + RM |  | uSTR + uCONTg |

| uSTR + fSTR2 | fSTRc3 | RM | uSTRc2 | uABZg3 |

| uSTR2 + fSTRc1 | fSTRl+4 + uSTRc3 | RMIcu | uSTRr+1 + fSTR2+r | fSTRc3 + uSTR+c4 |

| uSTRc1 | uSTRl+4 | uSTR+r + RM | fSTRc1 | uSTR + fSTR+4 |

|  | STRq | RMKRZ | STRq | fTEEr |

|  |  | MWPETl |  | fSTR |

|  |  | RM |  | fSTR |

|  |  | MWPETr |  | fSTR |

|  |  | MWRESTl |  | fSTR |

|  |  | RM |  | fSTR |

|  |  | MWPETr |  | fSTR |

|  | STRq | RMKRZ | STRq | fTEEr |

|  |  | RM |  | fCONTf |

|  |  | MWPETl |

|  | STRq | RMKRZ | STRq |  |

|  |  | RM |

|  | WORKS | RM |  |  |

|  |  | RM |

| CONTg@Gq | STR+r | RM |  |  |

| CONTf@Fq + STRq | ABZql | RMKRZ | STRq + uSTR2+r | STRq + uSTRc3 |

|  |  | RM | uSTRc1 | uSTR+4 |

|  | WASSERq | RMoW2 | WASSERq | uhKRZWae |

|  | STRq | RMKRZ | STRq | uTEEeq |

|  |  | RM |  | uCONTf |

|  |  | MWPETr |

|  |  | RM |

|  | TRAIN2 | SKRZ-Muq |  | lDAMPF |

|  | STRq | RMTEEeq + RM |  |  |

|  |  | RM |

|  | STRq | RMTEEeq + RM |  |  |

|  |  | RM | WORKS |  |

|  |  | RM |

|  | ARCH | RM |  |  |

|  | WORKS | RM |  |  |

|  |  | MWPETl |

|  |  | RM |

|  |  | RMTEEaq + RM | STRq |  |

|  | WORKS | RM |  |  |

|  |  | RM |

|  | WASSERq | RMoW2 | WASSERq |  |

|  |  | RM |

|  | STRq | RMKRZ | STRq |  |

|  |  | RM |

|  | WORKS | RM |  |  |

|  | RMCONTgq | MWNODE | RMCONTfq |  |

|  |  | RMCONTf |

## Transporte público
Existen 12 líneas de colectivo que circulan por esta avenida, las cuales son:
- Línea 85: Ciudadela - Balneario de Quilmes[11]
- Línea 98: Plaza Miserere - Villa España[12]
- Línea 129: Plaza Miserere - Estación Florencio Varela - Barrio Marítimo - Ingeniero Allan[13]
- Línea 148: Plaza de la Constitución - Est. Solano - Cementerio de Florencio Varela - Paraje El Alpino[14]
- Línea 159: Correo Central - Estación Berazategui[15]
- Línea 257: Cementerio de Quilmes - San Francisco Solano[16]
- Línea 263: Villa Alcira - Estación Burzaco[17]
- Línea 293: Avellaneda - Barrio El Dorado[18]
- Línea 324: Sarandí - Don Bosco - La Carolina - Bosques - El Pato[19]
- Línea 338: San Isidro - La Plata[20]
- Línea 414: Estación Florencio Varela - Terminal de Ómnibus de La Plata
- Línea 500: Cruce Varela - Villa Vatteone[21]
- Línea 582: Cementerio de Quilmes - San Francisco Solano[22]
- Línea 584: Bernal Oeste - Cruce Varela[23]
- Línea 585: Balneario de Quilmes - San Francisco Solano[24]

| Cruce       | 85 | 98 | 129 | 148 | 159 | 257 | 263 | 293 | 324 | 338 | 414 | 500 | 582 | 584 | 585 |
| ----------- | -- | -- | --- | --- | --- | --- | --- | --- | --- | --- | --- | --- | --- | --- | --- |
| Lamadrid    | Sí | Sí | Sí  | Sí  |     | Sí  |     | Sí  |     |     |     |     |     |     |     |
| Líbano      | Sí | Sí | Sí  | Sí  |     | Sí  |     | Sí  |     |     |     |     |     |     |     |
| R. López    | Sí | Sí | Sí  | Sí  |     | Sí  |     | Sí  |     |     |     |     |     |     |     |
| Pellegrini  |    | Sí | Sí  | Sí  |     | Sí  |     | Sí  |     |     |     |     | Sí  |     |     |
| 12 de Oct.  |    | Sí | Sí  | Sí  |     | Sí  | Sí  | Sí  |     |     |     |     | Sí  |     | Sí  |
| F. Amoedo   |    | Sí | Sí  | Sí  |     | Sí  | Sí  | Sí  | Sí  |     |     |     | Sí  |     | Sí  |
| Triunvirato |    | Sí | Sí  | Sí  |     | Sí  | Sí  | Sí  | Sí  |     |     |     | Sí  |     | Sí  |
| Gutiérrez   |    | Sí | Sí  | Sí  |     | Sí  |     | Sí  | Sí  |     |     |     | Sí  |     |     |
| Craviotto   |    | Sí | Sí  | Sí  |     | Sí  |     | Sí  | Sí  |     |     |     | Sí  |     |     |
| O. Smith    |    | Sí | Sí  | Sí  |     |     |     | Sí  | Sí  |     |     |     | Sí  |     |     |
| Savio       |    | Sí | Sí  | Sí  |     |     |     |     | Sí  |     |     |     | Sí  |     |     |
| Francia     |    | Sí | Sí  | Sí  |     |     |     |     | Sí  |     |     |     |     |     |     |
| Trabajo     |    | Sí | Sí  | Sí  |     |     |     |     | Sí  |     |     |     |     | Sí  |     |
| Cabral      |    | Sí | Sí  | Sí  |     |     |     |     | Sí  |     |     |     |     | Sí  |     |
| Calle 4A    |    | Sí | Sí  | Sí  |     |     |     |     | Sí  |     |     |     |     | Sí  |     |
| Finochietto |    | Sí | Sí  | Sí  | Sí  |     |     |     | Sí  |     |     |     |     | Sí  |     |
| Balcarce    |    | Sí | Sí  | Sí  | Sí  |     |     |     | Sí  |     |     |     |     | Sí  |     |
| Yrigoyen    |    | Sí | Sí  | Sí  | Sí  |     |     |     |     | Sí  |     |     |     | Sí  |     |
| Belgrano    |    | Sí | Sí  | Sí  | Sí  |     |     |     | Sí  | Sí  |     | Sí  |     | Sí  |     |
| Senzabello  |    |    | Sí  | Sí  |     |     |     |     | Sí  | Sí  |     | Sí  |     |     |     |
| Thevenet    |    |    | Sí  |     |     |     |     |     | Sí  | Sí  |     |     |     |     |     |
| Abraham     |    |    | Sí  |     |     |     |     |     | Sí  | Sí  |     |     |     |     |     |
| Perón       |    |    | Sí  |     |     |     |     |     | Sí  | Sí  | Sí  |     |     |     |     |
| Bosques     |    |    | Sí  |     |     |     |     |     | Sí  | Sí  | Sí  |     |     |     |     |
| Luján       |    |    | Sí  |     |     |     |     |     | Sí  | Sí  | Sí  |     |     |     |     |
| Alpargatas  |    |    | Sí  |     |     |     |     |     | Sí  | Sí  | Sí  |     |     |     |     |